# Талица (станция)
Та́лица — железнодорожная станция Тюменского региона обслуживания Свердловской железной дороги, находится на Транссибе, в пос. Троицком Талицкого городского округа.

## История
В 1883—1885 годах прокладывалась железная дорога от Екатеринбурга до Тюмени. Большую роль в строительстве дороги сыграл А. Ф. Поклевский-Козелл. В 1884 году началось строительство станции и вокзала. В честь Поклевского-Козелл станции дали название Поклевская. На станции внутри здания поместили его портрет, где он находился до 1917 года. В 1898 году был построен деревянный вокзал станции Поклевской. Вокзал был центром культуры, все значимые события проходили около вокзала. В здании висела икона Казанской Божьей Матери, здесь проходили богослужения, т. к. в посёлке не было церкви, и портрет А. Ф. Поклевского-Козелл.
Старейший железнодорожник, первый телеграфист станции Поклевской Иван Михайлович Шилов вспоминает: 

«Когда приходили первые пассажирские поезда, то на нашей станции была остановка больше положенного времени (на вокзале пассажиры пока не напьются чая и не наедятся вкусных пирожков паровоз не давал гудок)».
В 1956 году запланировали строить новый вокзал, за старым зданием вокзала. Новый вокзал построили в 1957 году из кирпича в формах старого вокзала. 24 апреля 1963 года Приказом начальника дороги станция Поклевская переименована в станцию Талица.

## Пассажирское сообщение
На станции останавливаются электропоезда сообщением Тюмень – Ощепково с удобной стыковкой с электропоездами Ощепково — Екатеринбург.
По состоянию на январь 2022 года на станции имеют остановку поезда дальнего следования: 

### Круглогодичное движение поездов
| Круглогодичное обращение поездов | Круглогодичное обращение поездов | Круглогодичное обращение поездов | Круглогодичное обращение поездов |
| № поезда                         | Маршрут движения                 | № поезда                         | Маршрут движения                 |
| -------------------------------- | -------------------------------- | -------------------------------- | -------------------------------- |
| 070                              | Москва — Чита                    | 069                              | Чита — Москва                    |
| 108                              | Волгоград — Нижневартовск        | 107                              | Нижневартовск — Волгоград        |
| 110                              | Москва — Новый Уренгой           | 109                              | Новый Уренгой — Москва           |

| Сезонное обращение поездов | Сезонное обращение поездов                    | Сезонное обращение поездов | Сезонное обращение поездов                    |
| № поезда                   | Маршрут движения                              | № поезда                   | Маршрут движения                              |
| -------------------------- | --------------------------------------------- | -------------------------- | --------------------------------------------- |
| 595                        | Новый Уренгой — Тюмень — Екатеринбург — Анапа | 596                        | Анапа — Екатеринбург — Тюмень — Новый Уренгой |